# Colebee (Darug)
Colebee (* um 1800 in New South Wales; † nach 1830 in New South Wales, Australien) war ein Elder der Aborigines vom Stamm der Darug. Er und ein weiterer Elder – Nurragingy – erhielten als erste Aborigines in Anerkennung einer Friedensmission zwischen Europäern und indigenen Australiern Land übereignet.

## Leben
Colebee war als Ratgeber an einem frühen Straßenbau-Projekt der britischen Kolonie New South Wales beteiligt, das William Cox durchführte, der vom 18. Juli 1814 bis 14. Januar 1815 die 163 km lange Straße von Sydney nach Bathurst baute. Diese Straße markierte den Beginn der Erschließung des Inneren von Australien, weil dadurch die bislang als unüberwindlich geltenden Blue Mountains überwunden werden konnten. 
Gouverneur Lachlan Macquarie sandte Colebee mit Nurragingy zu den lokalen Aborigines, die sich entlang der Hawkesbury, Nepean und Colo River und im Gebiet des South Creek mit den dort siedelnden Europäern gewalttätige Auseinandersetzungen lieferten, die Frieden stiften sollten. Für ihre Initiative erhielten Colebee und Narragingy als erste Aborigines 30 Accres (ca. 12 ha) Land der britischen Krone übereignet.
Bekannt ist, dass Macquarie im Jahr 1816 Nurragingy durch Überreichung einer King plate ehrte, auf der Chief of the South Creek Tribe eingraviert war (deutsch: Führer des Aboriginesstamms am South Creek). Dieses Symbol kam im Verständnis der Aborigines einem Herrschersymbol gleich. Nurragingy war der zweite Elder nach Bungaree, der ein derartiges Zeichen überreicht bekam.

## Blacktown
In den 1830er Jahren starben sowohl Colebee und Nurragingy – genaue Daten sind nicht bekannt, woraufhin sich eine Auseinandersetzung über das Erbe zwischen den Söhnen Bobby und Billy von Nurragingy und der Schwester von Colebee vor Gericht entspann. Das Gericht sprach das Land Maria Locke zu, eine in Australien historisch bekannte Persönlichkeit, da sie als erste Aborigine einen Weißen legal heiratete, einen britischen Sträfling.
Als sie 1878 starb, wurde das Land unter ihren neun Kindern aufgeteilt. Die Lock-Familie besiedelte bis in die 1900er Jahre hinein dieses Land. Erst als diese Familie durch eine Reihe von Krankheiten und Epidemien dezimiert wurde, konnte sie die anfallenden Verpflichtungen nicht mehr begleichen, deshalb übernahm das Blacktown Council die Zahlungen und kaufte das Areal vermutlich nach dem Zweiten Weltkrieg auf. Walter Lock klagte ergebnislos auf Herausgabe des Landes, das den Namen Blacktown erhalten hatte. Mitte 2011 wurde bekannt, dass auf diesem Gelände Wohnungen gebaut werden sollen. Die Darug Tribal Aboriginal Corporation meldete im August 2011 kulturelle und historische Belange an und begründete dies vor allem damit, dass sich dort Beerdigungsstätten von Aborigines-Kindern befinden und erreichte, dass es künftig an der Planung beteiligt sein wird.

## Namensgebung
Im lokalen Verwaltungsgebiet Blacktown City im Outer Sydney, etwa 35 km westlich des Stadtzentrums, wurde ein Stadtteil Colebee genannt.